# Pablo Grandi
Pablo Grandi (Coronel Moldes, Córdoba, 28 de noviembre de 1988) es un bajista Argentino conocido por ser miembro de la banda de Hard Rock Black Roses. Actualmente reside en Coronel Moldes.
Pablo fue uno de los fundadores de la banda junto a Alejandro Leone y el guitarrista Guido Giovaninni en 2006 en la ciudad de Coronel Moldes, la banda llegaría a su fin a finales del año 2013.

## Biografía
Pablo nació el 28 de noviembre de 1988 en un pueblo llamado Coronel Moldes al sur de la Provincia de Córdoba, Argentina. Comenzó a interesarse por la música cuando asistió al colegio salesiano de Ambrosio Olmos, lo cual conllevó a que conociera a sus dos amigos de la infancia Guido Giovaninni y Alejandro Leone, los que le insistieron en que comenzara a tocar el bajo eléctrico. Ya entrado en la adolescencia, el bajista mostraba una enorme curiosidad por la música en especial en grupos como Guns N Roses, Bon Jovi, Aerosmith.

## Primeros años (2002-2005)
A la edad de 14 años Pablo cursaba su segundo año de secundario cuando decidió interesarse por la Música asistiendo a un taller que se dictaba en el mismo colegio, ahí se dieron los primeros intentos de formar una banda, pudieron concretar algunos ensayos pero nunca pudo darse la oportunidad de formar una banda. Al cabo de unos años ya con 16 años Pablo decide en su pueblo natal realizar una propuesta a algunos de sus amigos para formar una banda pero todo fue en vano ya que nadie demostraba demasiado interés aparente.
Todo cambia cuando conoce a sus dos amigos de la infancia Guido Giovaninni y Alejandro Leone quienes ya tenían conocimientos previos de Música y ellos mismos estaban interesados en formar una banda de Rock.

## Black Roses 2006/2013
Todo empieza cuando el guitarrista Guido Giovaninni Y Alejandro Leone quienes habían intentado formar una banda en años anteriores sin tener éxito alguno, invitan a Pablo a participar de un proyecto musical que más tarde se llamaría Black Roses
Para mediados de octubre del 2005 Pablo ya se encontraba en una formación estable de una banda que más tarde sería conocida como Black Roses.
Tras varios ensayos en su ciudad natal llegó el tan ansiado debut con la banda la cual inesperadamente logra cautivar y mostrar su rock (cabe mencionar que Black Roses no tenía baterista propio en ese entonces) que los llevaría luego a ser una de las bandas más convocantes y conocidas en el sur de la Provincia de Córdoba.
Para el 2008 Pablo entraría por primera vez a un estudio de grabación con Black Roses. El disco cuenta con un total de 12 canciones, donde encontramos a la controvertida canción "Nuestros Gobiernos", "Guerras" a través de la cual la banda logra la popularidad y "Nadie Nos Detendrá" el sencillo y tal vez la canción más popular del disco.
Canciones:
- Cuarto sombrío
- Síntomas
- Eterna Oscuridad
- Nadie nos Detendrá
- Siempre Estaré
- Nuestros Gobiernos
- Esto Es Rock N Roll
- Open Mind
- Guerras
- Te fuiste
- Todo lo deje por ti
- La isla de San Pelotas

## Etapa Post Black Roses
Luego de que Black Roses se perdiera en el tiempo, Pablo es convocado para formar parte de un proyecto en los Estados Unidos, el cual lo llevó a trabajar con una discográfica que realizó una serie de remasterizaciones de temas como Not Running Anymore de Jon Bon Jovi, con lo cual contaron con Pablo para que grabara el bajo de esas canciones.

### Discos de estudio
| Fecha de lanzamiento   | Álbum                                     | Producción                                 |
| ---------------------- | ----------------------------------------- | ------------------------------------------ |
| 5 de marzo de 2006     | Nadie Nos Detendrá (Single)               | D Martina Record, BR Record                |
| 4 de abril de 2006     | Black Roses EP                            | D Martina Record, BR Record, Universo Rock |
| 5 de julio de 2007     | Black Roses EP VOL. II                    | BR Record, Universo Rock                   |
| 6 de marzo de 2008     | Long Way                                  | Universo Rock, BR Record, D Martina Record |
| 13 de abril de 2011    | Perdido "Romeo and Juliet Theme" (Single) | BR Record, Universo Rock                   |
| 13 de abril de 2012    | Soñando Despierto (Single)                | BR Record, Universo Rock, SID Studio       |
| 10 de mayo de 2012     | Earth Of Witch                            | BR Record, Universo Rock, SID Studio       |
| 4 de noviembre de 2021 | Plush (Single)                            | BR Record, Universo Rock, ZAVA Music       |

### Black Roses
| Miembro de la banda | Instrumento | Fecha       | Álbum/Video |
| ------------------- | ----------- | ----------- | ----------- |
| Pablo Grandi        | Bajo Y Vos  | 2005 - 2013 | Todos       |